# Jonny Hector

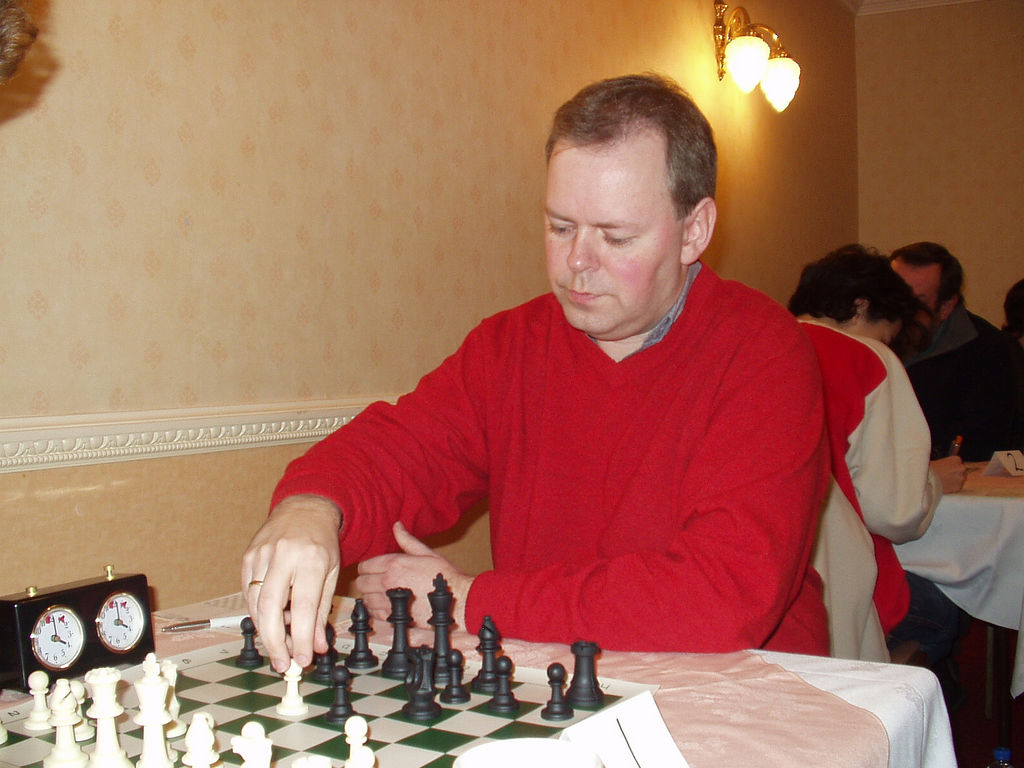
Jonny Hector.

Jonny Hector (13 de febrero de 1964; Malmö, Suecia) es una Gran Maestro de ajedrez sueco.
Nacido en Malmö (Suecia), Hector ha vivido en Dinamarca durante muchos años. Aprendió a jugar al ajedrez a la edad relativamente tardía de 14, pero rápidamente se convirtió en un jugador muy fuerte. Tiene un estilo agresivo y atacante y es conocido por jugar aperturas inusuales. También es Gran Maestro Internacional de Ajedrez postal.